# Неа Мадитос
Неа Мадитос или Стролонгос (на гръцки: Νέα Μάδυτος, до 1927 Στρόλογγος, Стролонгос) е село в Гърция, част от дем Бешичко езеро (Волви) в област Централна Македония с 3039 жители (2001).

## География
Неа Мадитос е разположено на южния бряг на Бешичкото езеро.

## История

### В Османската империя
В XIX век Стролонгос е гръцко село в Лъгадинска каза на Османската империя. Към 1900 година според статистиката на Васил Кънчов („Македония. Етнография и статистика“) в Астромона живеят 220 жители гърци. По данни на секретаря на Българската екзархия Димитър Мишев („La Macédoine et sa Population Chrétienne“) в 1905 година в Стролонга (Strolonga) има 35 жители гърци.

### В Гърция
След Междусъюзническата война в 1913 година Стролонгос попада в Гърция. В 1913 година селото (Στρόλογγος) има 5 жители.
През 20-те години турското население на селото се изселва и на негово място са настанени гърци бежанци. Според преброяването от 1928 година Мадитино е чисто бежанско село с 357 бежански семейства с 1277 души.
В 1927 година селото е прекръстено на Мадитино, което по-късно е сменено на Неа Мадитос, по името на източнотракийското село Мадитос, днес Еджеабат, Турция.